# John Williams (Schauspieler)
John Williams (* 15. April 1903 in Chalfont, Buckinghamshire, England; † 5. Mai 1983 in La Jolla, Kalifornien) war ein britischer Schauspieler.

## Leben
John Williams begann seine Schauspielkarriere mit 13 Jahren beim Theater in England und spielte als Erwachsener unter anderem viele Jahre am Broadway. Außerdem trat er von 1930 bis 1978 in insgesamt fast 40 Filmen und über 40 Fernsehsendungen auf. Neben seiner Filmkarriere erwarb er Ansehen als Star eines Fernseh-Werbespots für klassische Musik. Es wurde der am längsten gezeigte Spot in der US-amerikanischen Fernsehgeschichte.
Williams bekam 1953 den Tony Award als bester Nebendarsteller (Best Supporting or Featured Actor – Dramatic) für die Broadway-Inszenierung von Dial M For Murder, in der er die Rolle des Chief Inspector Hubbard übernahm. Diesen Part übernahm er auch 1954 in der gleichnamigen Verfilmung des Stücks von Alfred Hitchcock. Der Film war die einzige Hitchcock-Folge in 3D. (Inspector Hubbard, ein etwas schrulliger, doch kompetenter Kriminalist, diente auch als Inspiration für die Figur des Lieutenant Columbo.)
1955 stand er in der Rolle eines Versicherungsangestellten in Über den Dächern von Nizza erneut unter Hitchcocks Regie. Williams spielte auch in mehreren Episoden der Fernsehreihe Alfred Hitchcock Presents mit, so in den Folgen Back for Christmas (Maßarbeit, 1956), Whodunit (1956), Wet Saturday (Nasser Samstag, 1956) und Banquo’s Chair (1959).
Als Schauspieler war Williams vor allem für seine Darstellung von manchmal etwas glatt wirkenden, aber höflichen Gentlemen mit perfekten Manieren bekannt. In diesem Rollenfach war er vor allem in den 1950er Jahren sehr gefragt. Der Charakterdarsteller mit dem gepflegten Schnauzbart (der von ihm gelegentlich sogar gekämmt wurde) war in mehreren Filmklassikern in prägnanten Nebenrollen zu sehen. Neben seiner Zusammenarbeit mit Hitchcock ist Williams auch für zwei Filme mit Billy Wilder bekannt: In Sabrina spielte er einen liebenswerten Chauffeur und Vater von Audrey Hepburns Filmfigur, in Zeugin der Anklage war er als Anwaltskollege von Charles Laughton zu sehen. Eine dem Chefinspektor Hubbard aus Bei Anruf Mord sehr ähnliche Rolle übernahm Williams 1960 im Thriller Mitternachtsspitzen neben Doris Day und Rex Harrison. Ab den 1960er Jahren war Williams vor allem als Fernsehschauspieler präsent. Einen seiner letzten Auftritte hatte er neben Peter Falk in der Folge Alter schützt vor Torheit nicht der Fernsehreihe Columbo, in der er als Mordopfer bereits nach wenigen Minuten zu Tode kam.
John Williams starb am 5. Mai 1983 im kalifornischen La Jolla an einem Aneurysma, er hinterließ seine Ehefrau Helen. Sein Leichnam wurde eingeäschert und im Pazifik verstreut.

## Filmografie (Auswahl)
Kinofilme
- 1930: The Chumps (Kurzfilm)
- 1942: Die Blockade (The Big Blockade)
- 1942: Ein gefährliches Unternehmen (The Foreman Went to France)
- 1947: Der Fall Paradin (The Paradine Case)
- 1948: Qualen der Liebe (A Woman's Vengeance)
- 1951: Der nächtliche Reiter (The Lady and the Bandit)
- 1951: Kind Lady
- 1953: Donner in Fern-Ost (Thunder in the East)
- 1954: Bei Anruf Mord (Dial M for Murder)
- 1954: Alt Heidelberg (The Student Prince)
- 1954: Sabrina (Sabrina)
- 1955: Über den Dächern von Nizza (To Catch a Thief)
- 1956: Zwischen Himmel und Hölle (D-Day the Sixth of June)
- 1956: Die Frau im goldenen Cadillac (The Solid Gold Cadillac)
- 1957: Heiße Erde (Island in the Sun)
- 1957: Sirene in Blond (Will Success Spoil Rock Hunter?)
- 1957: Zeugin der Anklage (Witness for the Prosecution)
- 1959: Der Mann aus Philadelphia (The Young Philadelphians)
- 1960: Besuch auf einem kleinen Planeten (Visit to a Small Planet)
- 1960: Mitternachtsspitzen (Midnight Lace)
- 1965: Geliebte Brigitte (Dear Brigitte)
- 1965: Harlow
- 1966: Die „allerletzten“ Geheimagenten? (The Last of the Secret Agents?)
- 1967: Zoff für zwei (Double Trouble)
- 1968: Der Etappenheld (The Secret War of Harry Frigg)
- 1968: Ein Floh im Ohr (A Flea in Her Ear)
- 1976: Das große Ferienabenteuer (No Deposit, No Return)
- 1978: Heiße Schüsse, kalte Füße (Hot Lead and Cold Feet)

Fernsehen
- 1955–1959: Alfred Hitchcock präsentiert (Alfred Hitchcock Presents, 10 Folgen)
- 1957: Suspicion (Folge 1x10)
- 1958: Vater ist der Beste (Father Knows Best, Folge 4x11)
- 1963: Dr. Kildare (Folge 2x15)
- 1963: Meine drei Söhne (My Three Sons, Folge 3x28 Bubs Butler)
- 1963: Twilight Zone (The Twilight Zone, Folge 4x18 Der Barde)
- 1964: Hoppla Lucy! (The Lucy Show, Folge 3x05)
- 1964–1965: Gauner gegen Gauner (The Rogues, 4 Folgen)
- 1967: Lieber Onkel Bill (Family Affair, 9 Folgen)
- 1969: Ihr Auftritt, Al Mundy (It Takes a Thief, Folge 2x20)
- 1969: Verrückter wilder Westen (The Wild Wild West, Folge 4x21)
- 1970: Kobra, übernehmen Sie (Mission: Impossible, Folge 4x21)
- 1971/1972: Night Gallery (2 Folgen)
- 1972: Der Hund von Baskerville (The Hound of the Baskervilles, Fernsehfilm)
- 1972: Columbo: Alter schützt vor Torheit nicht (Dagger of the Mind, Fernsehreihe)
- 1972: Ein Sheriff in New York (McCloud, Folge 3x02)
- 1974: Der Chef (Ironside, Folge 8x14 Die Gentlemen-Diebe)
- 1979: Kampfstern Galactica (Battlestar Galactica, Fernsehserie, 2 Folgen)